# Брент Г'юз (хокеїст, 1943)
Брент Г'юз (англ. Brent Hughes; нар. 17 червня 1943, Кларінгтон) — канадський хокеїст, що грав на позиції захисника.

## Ігрова кар'єра
Професійну хокейну кар'єру розпочав 1963 року.
Протягом професійної клубної ігрової кар'єри, що тривала 18 років, захищав кольори команд «Лос-Анджелес Кінгс», «Філадельфія Флаєрс», «Сент-Луїс Блюз», «Детройт Ред-Вінгс», «Канзас-Сіті Скаутс», «Сан-Дієго Марінерс», «Бірмінгем Буллз», «Нью-Гейвен Блейдс», «Міннеаполіс Брюїнс», «Мемфіс Вінгз», «Цинциннаті Стінгерс», «Спрінгфілд Кінгс», «Квебек Ейсес», «Балтімор Кліпперс» та «Бінгемтон Дастерс».

## Статистика
| Сезон        | Клуб                 | Ліга         | Регулярний сезон | Регулярний сезон | Регулярний сезон | Регулярний сезон | Регулярний сезон | Плей-оф | Плей-оф | Плей-оф | Плей-оф | Плей-оф |
| Сезон        | Клуб                 | Ліга         | І                | Г                | П                | О                | ШХ               | І       | Г       | П       | О       | ШХ      |
| ------------ | -------------------- | ------------ | ---------------- | ---------------- | ---------------- | ---------------- | ---------------- | ------- | ------- | ------- | ------- | ------- |
| 1967-68      | «Лос-Анджелес Кінгс» | НХЛ          | 44               | 4                | 10               | 14               | 36               | 7       | 0       | 0       | 0       | 10      |
| 1968-69      | «Лос-Анджелес Кінгс» | НХЛ          | 72               | 2                | 19               | 21               | 73               | 11      | 1       | 3       | 4       | 37      |
| 1969-70      | «Лос-Анджелес Кінгс» | НХЛ          | 52               | 1                | 7                | 8                | 108              | —       | —       | —       | —       | —       |
| 1970-71      | «Філадельфія Флаєрс» | НХЛ          | 30               | 1                | 10               | 11               | 21               | 4       | 0       | 0       | 0       | 6       |
| 1971-72      | «Філадельфія Флаєрс» | НХЛ          | 63               | 2                | 20               | 22               | 35               | —       | —       | —       | —       | —       |
| 1972-73      | «Філадельфія Флаєрс» | НХЛ          | 29               | 2                | 11               | 13               | 32               | —       | —       | —       | —       | —       |
| 1972-73      | «Сент-Луїс Блюз»     | НХЛ          | 8                | 1                | 1                | 2                | 0                | —       | —       | —       | —       | —       |
| 1973-74      | «Детройт Ред-Вінгс»  | НХЛ          | 69               | 1                | 21               | 22               | 92               | —       | —       | —       | —       | —       |
| 1973-74      | «Сент-Луїс Блюз»     | НХЛ          | 2                | 0                | 0                | 0                | 0                | —       | —       | —       | —       | —       |
| 1974-75      | «Канзас-Сіті Скаутс» | НХЛ          | 66               | 1                | 18               | 19               | 43               | —       | —       | —       | —       | —       |
| 1975-76      | «Сан-Дієго Марінерс» | ВХА          | 78               | 7                | 28               | 35               | 63               | 10      | 1       | 5       | 6       | 6       |
| 1976-77      | «Сан-Дієго Марінерс» | ВХА          | 62               | 4                | 13               | 17               | 48               | 7       | 0       | 4       | 4       | 0       |
| 1977-78      | «Бірмінгем Буллз»    | ВХА          | 80               | 9                | 35               | 44               | 48               | 5       | 0       | 0       | 0       | 12      |
| 1978-79      | «Бірмінгем Буллз»    | ВХА          | 48               | 3                | 3                | 6                | 21               | —       | —       | —       | —       | —       |
| Усього в НХЛ | Усього в НХЛ         | Усього в НХЛ | 435              | 15               | 117              | 132              | 440              | 22      | 1       | 3       | 4       | 53      |
| Усього в ВХА | Усього в ВХА         | Усього в ВХА | 268              | 23               | 79               | 102              | 180              | 22      | 1       | 9       | 10      | 18      |